# Pogalan (Pogalan)
Pogalan is een bestuurslaag in het regentschap Trenggalek van de provincie Oost-Java, Indonesië. Pogalan telt 4952 inwoners (volkstelling 2010).